# On the Beach (episodio de ER)
On the Beach es el episodio número 21 de la octava temporada de la serie de televisión ER. Marca la aparición final del personaje Mark Greene, interpretado por Anthony Edwards desde los inicios de la serie.

## Trama
Greene se ha resignado a su destino, luego de ser diagnosticado de un glioblastoma inoperable, y decide renunciar a sus tratamientos de quimioterapia restantes, pasando sus últimos días en Hawaii con sus hijas Rachel y Ella, y su esposa Elizabeth. Antes de viajar, crea una "lista de deseos" donde detalla todo lo que quiere hacer antes de morir, fijándose como meta final la recuperación de  Rachel, su hija adolescente.
A medida que su salud se deteriora, Greene hace las paces con Rachel y le da ciertos consejos finales mientras escucha la canción Somewhere over the Rainbow de Israel Kamakawiwoʻole. A la mañana siguiente, Elizabeth descubre a Greene ya muerto. Más tarde se oficia su funeral en el continente junto a sus amigos y colegas del Hospital County General, además de su familia y exesposa.

## Producción
Es uno de los episodios de excepción de ER que no transcurren dentro de las dependencias del hospital, sino en localidades apartadas, a ejemplo de episodios anteriores como Fathers and Sons, Family Practice o Middle of Nowhere.
La concepción de este capítulo, así como de toda la temporada, era la retirada de Anthony Edwards del elenco, quien comienza a buscar nuevas oportunidades en su carrera. Su personaje marcó un antes y un después dentro de la serie, lo que se tradujo en el cambio del protagonismo y de las historias del drama médico, además de una consecutiva baja del ráting.
- Datos: Q7091295